# Эбино
Эби́но (яп. えびの市 Эбино-си) — город в Японии, находящийся в префектуре Миядзаки. Площадь города составляет 283,00 км², население — 20 097 человек (1 августа 2014), плотность населения — 71,01 чел./км².

## Географическое положение
Город расположен на острове Кюсю в префектуре Миядзаки региона Кюсю. С ним граничат города Кобаяси, Иса, Кирисима, Хитоёси и посёлки Нисики, Асагири, Юсуй.

## Население
Население города составляет 20 097 человек (1 августа 2014), а плотность — 71,01 чел./км². Изменение численности населения с 1980 по 2005 годы:
| 1980 | 27 246 чел. |  |
| 1985 | 28 034 чел. |  |
| 1990 | 26 826 чел. |  |
| 1995 | 25 872 чел. |  |
| 2000 | 24 906 чел. |  |
| 2005 | 23 079 чел. |  |

## Символика
Деревом города считается сосна густоцветная, цветком — Calanthea discolor.